# 1995

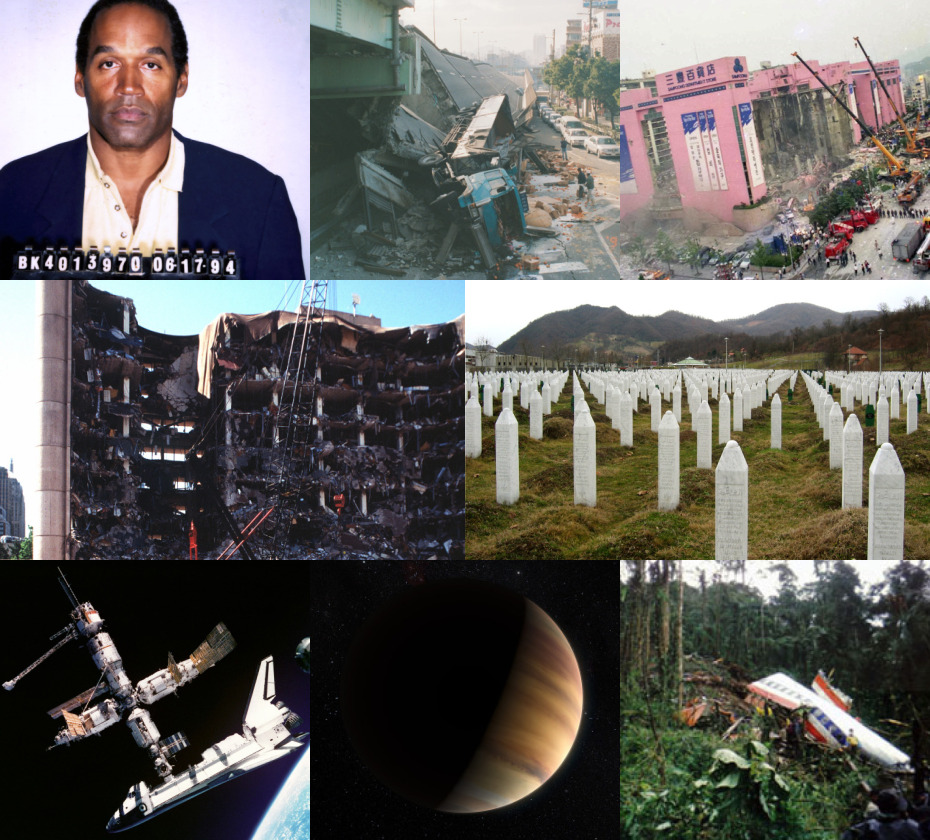
Từ trái, theo chiều kim đồng hồ: O. J. Simpson từng có một vụ án giết chết Nicole Brown Simpson và Ron Goldman trong năm ngoái; Một trận động đất gây thiệt hại ở Kobe, Nhật Bản, giết chết 5,000-6,000 người; trung tâm thương mại Sampoong bị sập, 502 người thiệt mạng; Các bia mộ tập thể của những nạn nhân trong một vụ Thảm sát Srebrenica khi chuẩn bị kết thúc Chiến tranh Bosnia; Chuyến bay 965 của American Airlines gặp nạn ở Cali, Colombia, giết chết 159 người; Hành tinh ngoài Hệ Mặt Trời đầu tiên: 51 Pegasi b đã được khám phá; Tàu con thoi Atlantis lần đầu nối với Trạm vũ trụ Mir về Quan hệ ngoại giao với Hoa Kỳ và Nga; Tòa nhà Liên bang Alfred P. Murrah tại Thành phố Oklahoma bị đánh bom bởi khủng bố, giết chết 168 người.

1995 (MCMXCV) là một năm thường bắt đầu vào Chủ nhật của lịch Gregory, năm thứ 1995 của Công nguyên hay của Anno Domini, the năm thứ 995  của thiên niên kỷ 2, năm thứ 95  của thế kỷ 20, và năm thứ  6   của thập niên 1990. 

## Sự kiện

### Tháng 1
- 1 tháng 1: 
  - Kaspar Villiger trở thành tổng thống liên bang Thụy Sĩ.
  - Áo, Thụy Điển và Phần Lan gia nhập Liên minh châu Âu.
- 6 – 13 tháng 1: Cúp Nhà vua Fahd 1995 tổ chức tại Ả Rập Xê Út và là lần tổ chức cuối cùng trước khi đổi tên thành Cúp Liên đoàn các châu lục, đội tuyển bóng đá quốc gia Đan Mạch lần đầu tiên giành chức vô địch.
- 17 tháng 1: Động đất Kōbe, Nhật Bản làm 6.434 người thiệt mạng và làm 43.792 người bị thương.
- 25 tháng 1: Shan Videnov trở thành thủ tướng Bulgaria.

### Tháng 3
- 10 tháng 3: Konstantinos Stefanopoulos trở thành tổng thống Hy Lạp.
- 20 tháng 3: Vụ tấn công bằng khí sarin trên tàu điện ngầm Tokyo, gây hơn 4000 người bị thương.
- 26 tháng 3: Hiệp ước Schengen bắt đầu có hiệu lực.
- 31 tháng 3: Selena bị sát hại do Chủ tịch câu lạc bộ fan hâm mộ của cô.

### Tháng 4
- 9 tháng 4: Bầu cử tổng thống và quốc hội tại Perú.
- 13 – 28 tháng 4: Giải vô địch bóng đá trẻ thế giới 1995 tổ chức tại Qatar, đội tuyển bóng đá U-20 quốc gia Argentina lần thứ 2 giành chức vô địch.
- 19 tháng 4: Đánh bom tại Thành phố Oklahoma, 168 người thiệt mạng.

### Tháng 5
- 7 tháng 5: Jacques Chirac được bầu làm tổng thống Pháp.

### Tháng 6
- 5 – 18 tháng 6: Giải vô địch bóng đá nữ thế giới 1995 tổ chức tại Thụy Điển, đội tuyển bóng đá nữ quốc gia Na Uy lần đầu tiên giành chức vô địch.
- 20 tháng 6: Keith Claudius Mitchell trở thành thủ tướng của Grenada.

### Tháng 7
- 11 tháng 7: Tổng thống Hoa Kỳ Bill Clinton quyết định tái thiết lập quan hệ ngoại giao với Việt Nam.
- 24 tháng 7: Đánh bom tự sát trong một chiếc xe buýt tại Tel Aviv, Israel giết chết 5 người, 30 người bị thương.
- 25 tháng 7: Nổ bom trong tàu điện ngầm Paris làm 7 người chết, 62 người bị thương.
- 28 tháng 7: Việt Nam trở thành thành viên thứ 7 trong Hiệp hội các quốc gia Đông Nam Á (ASEAN).

### Tháng 8
- 3 – 20 tháng 8: Giải vô địch bóng đá U-17 thế giới 1995 tổ chức tại Ecuador, đội tuyển bóng đá U-17 quốc gia Ghana lần thứ 2 giành chức vô địch.
- 4 tháng 8: Croatia mở Chiến dịch Oluja đánh chiếm nhà nước tự xưng Cộng hòa Serbia Krajina[1]
- 24 tháng 8: 
  - Hiến pháp dân chủ mới tại Gruzia.
  - Microsoft chính thức phát hành phiên bản Windows 95.

### Tháng 9
- 20 tháng 9: Tổng Công ty Truyền hình Cáp Việt Nam, được thành lập.

### Tháng 10
- 1 tháng 10:
  - Đức và San Marino thiết lập quan hệ ngoại giao.
  - Động đất gần Dinar, Thổ Nhĩ Kỳ, khoảng 100 người chết.
- 8 tháng 10: Hiến pháp mới tại Uganda.
- 25 tháng 10: Nhật thực toàn phần tại Việt Nam.
- 28 tháng 10: António Guterres trở thành thủ tướng Bồ Đào Nha.

### Tháng 11
- 8 tháng 11: Ukraina trở thành thành viên của Hội đồng châu Âu.
- 12 tháng 11: Bầu cử quốc hội tự do đầu tiên tại Azerbaijan.
- 19 tháng 11: Aleksander Kwaśniewski trở thành tổng thống của Ba Lan.
- 25 tháng 11: Hiến pháp mới bắt đầu có hiệu lực ở Gruzia.

## Sinh

### Tháng 1
- 3 tháng 1: Jisoo (Kim Ji-soo), nữ ca sĩ, diễn viên người Hàn Quốc, thành viên nhóm nhạc Blackpink
- 4 tháng 1: Duy Khánh, diễn viên người Việt Nam
- 5 tháng 1: 
  - Whindersson Nunes, Youtuber người Brasil
  - Xuân Mai, nữ ca sĩ, diễn viên truyền hình người Việt Nam
  - Sang vlog, Youtuber người Việt Nam
- 8 tháng 1: Hứa Kim Tuyền, nhạc sĩ kiêm ca sĩ người Việt Nam
- 21 tháng 1: Nguyễn Công Phượng, cầu thủ bóng đá người Việt Nam
- 30 tháng 1: Danielle Campbell, nữ diễn viên người Mỹ

### Tháng 2
- 3 tháng 2: Thùy Anh, nữ diễn viên người Việt Nam
- 5 tháng 2: Adnan Januzaj, cầu thủ bóng đá Bỉ
- 8 tháng 2: Angela Phương Trinh (Lê Ngọc Phương Trinh), nữ ca sĩ, diễn viên, người mẫu người Việt Nam
- 9 tháng 2: Johnny, ca sĩ người Hàn Quốc, thành viên nhóm nhạc NCT
- 10 tháng 2: Andiez (Trương Nguyễn Hoài Nam), ca sĩ kiêm nhạc sĩ người Việt Nam, á quân Bài hát hay nhất 2018
- 11 tháng 2: Phí Minh Long, cầu thủ bóng đá người Việt Nam
- 14 tháng 2: Mei (Nguyễn Trần Thảo Quyên), nữ ca sĩ người Việt Nam, cựu thành viên nhóm nhạc nữ LipB
- 15 tháng 2: Engfa Waraha, nữ ca sĩ, diễn viên, người mẫu người Thái Lan, Hoa hậu Hòa bình Bangkok 2022, Hoa hậu Hòa bình Thái Lan 2022, Á hậu Hòa Bình Quốc tế 2022
- 25 tháng 2: Nguyễn Trần Khánh Vân, Hoa khôi Áo dài Nữ sinh Việt Nam 2013, Á khôi Miss Ngôi sao 2014, Hoa hậu Hoàn vũ Việt Nam 2019

### Tháng 3
- 2 tháng 3: Yori (Lê Võ Huỳnh Nga), nữ ca sĩ người Việt Nam, cựu thành viên nhóm nhạc nữ LipB
- 13 tháng 3: Zella Day, nữ ca sĩ, nhạc sĩ người Mỹ
- 19 tháng 3:  Dế Choắt (Châu Hải Minh), rapper người Việt Nam, quán quân Rap Việt 2020
- 20 tháng 3: Jun Shison, diễn viên người Nhật Bản
- 27 tháng 3: Bảo Yến Rosie (Nguyễn Phương Chi), nữ ca sĩ người Việt Nam
- 29 tháng 3: Luma Russo, Á hậu Siêu quốc gia Brazil 2020, Hoa hậu Sắc đẹp Quốc tế 2023

### Tháng 4
- 5 tháng 4:
  - Nguyễn Phương Khánh, Á hậu Biển Việt Nam Toàn cầu 2018, Hoa hậu Trái Đất 2018
  - Hoàng Văn Khánh, cầu thủ bóng đá người Việt Nam
- 11 tháng 4: Lee Do-hyun, diễn viên người Hàn Quốc
- 15 tháng 4: Kim Nam-joo, nữ ca sĩ người Hàn Quốc, thành viên nhóm nhạc nữ Apink
- 23 tháng 4:
  - Gigi Hadid, người mẫu người Mỹ
  - Lê Thiện Hiếu, ca sĩ kiêm nhạc sĩ chuyển giới người Việt Nam
- 28 tháng 4:
  - Lương Xuân Trường, cầu thủ bóng đá người Việt Nam.
  - Melanie Martinez, nữ ca sĩ, nhạc sĩ, diễn viên, đạo diễn, nhà biên kịch người Mỹ

### Tháng 5
- 7 tháng 5: Cheng (Nguyễn Quang Anh), ca sĩ người Việt Nam
- 8 tháng 5: Park Junghwa nữ ca sĩ, vũ công người Hàn Quốc, thành viên nhóm nhạc nữ EXID.
- 15 tháng 5: Hương Tràm (Charmy Pham), nữ ca sĩ người Việt Nam, quán quân Giọng Hát Việt 2012
- 19 tháng 5: Nguyễn Văn Nam, nam sinh quên mình cứu 5 em nhỏ (m. 2013).
- 24 tháng 5: Hoàng tử Joseph Wenzel II của Liechtenstein, con trai của hoàng tử Alois của Liechtenstein và Sophie công chúa của Bayern.
- 31 tháng 5: Hòa Minzy (Nguyễn Thị Hòa), nữ ca sĩ người Việt Nam

### Tháng 6
- 4 tháng 6: Jun Vũ, diễn viên người Việt Nam
- 8 tháng 6:
  - JR, ca sĩ, rapper, vũ công người Hàn Quốc, thành viên nhóm nhạc NU'EST
  - Hoài Lâm (Nguyễn Tuấn Lộc), ca sĩ người Việt Nam
  - Lee Tae-yong, ca sĩ người Hàn Quốc, thành viên nhóm nhạc NCT
- 9 tháng 6: Shintaro Yokota, cầu thủ bóng chày người Nhật Bản (m. 2023)
- 16 tháng 6: Võ Ê Vo, nữ ca sĩ người Việt Nam

### Tháng 7
- 4 tháng 7:
  - Post Malone, rapper, ca sĩ, nhạc sĩ, nhạc công guitar và nhà sản xuất âm nhạc người Mỹ
  - Hậu Hoàng (Hoàng Thúy Hậu), nữ YouTuber kiêm vũ công người Việt Nam
- 5 tháng 7: Hyuk, ca sĩ Hàn Quốc, thành viên nhóm nhạc VIXX.
- 14 tháng 7: Đạt G (Nguyễn Tấn Đạt), ca sĩ kiêm nhạc sĩ người Việt Nam
- 18 tháng 7: Denílson Pereira Júnior, cầu thủ bóng đá người Brasil
- 21 tháng 7: Baekho, main vocal nhóm nhạc nam Hàn Quốc NU'EST.
- 26 tháng 7: Quỳnh Kool (Nguyễn Thị Quỳnh), nữ diễn viên, người mẫu ảnh người Việt Nam
- 27 tháng 7: Võ Tấn Phát, diễn viên kiêm dẫn chương trình người Việt Nam, quán quân Cười xuyên Việt 2017
- 31 tháng 7:
  - Lil Uzi Vert, rapper, ca sĩ người Mỹ
  - Như Hexi (Trần Huỳnh Như), nữ ca sĩ, rapper, diễn viên, người mẫu, dẫn chương trình người Việt Nam

### Tháng 8
- 8 tháng 8: Choi Seungcheol, ca sĩ, vũ công người Hàn Quốc, thành viên nhóm nhạc Seventeen
- 9 tháng 8: Hwang Min-hyun, ca sĩ người Hàn Quốc, thành viên nhóm nhạc NU'EST
- 13 tháng 8: Trang (Ngô Minh Trang), nữ ca sĩ người Việt Nam
- 15 tháng 8:
  - Tăng Duy Tân, ca sĩ kiêm nhạc sĩ người Việt Nam
  - Nguyễn Thị Oanh, nữ vận động viên điền kinh người Việt Nam
- 22 tháng 8: Dua Lipa, nữ ca sĩ kiêm nhạc sĩ người Anh
- 25 tháng 8: Ong Seong Wu, ca sĩ kiêm diễn viên người Hàn Quốc, cựu thành viên nhóm nhạc Wanna One

### Tháng 9
- 10 tháng 9: K.O (Nguyễn Thái Sơn), ca sĩ người Việt Nam, thành viên nhóm nhạc Uni5
- 16 tháng 9: Longg (Nguyễn Thành Long), ca sĩ kiêm sáng tác nhạc người Việt Nam
- 20 tháng 9: Álex Grimaldo, cầu thủ bóng đá người Tây Ban Nha
- 22 tháng 9: Lim Na-yeon, nữ ca sĩ người Hàn Quốc, thành viên nhóm nhạc nữ TWICE
- 27 tháng 9: Lena Beyerling, nữ diễn viên Đức.
- 29 tháng 9: Ryuchell (Ryūji Higa), nhân vật truyền thông xã hội, người mẫu, ca sĩ, nhà hoạt động người Nhật Bản (m. 2023)

### Tháng 10
- 2 tháng 10: Bùi Tiến Dũng, cầu thủ bóng đá người Việt Nam
- 3 tháng 10: Vũ (Hoàng Thái Vũ), ca sĩ kiêm sáng tác nhạc người Việt Nam
- 4 tháng 10: Yoon Jeonghan, ca sĩ, vũ công người Hàn Quốc, thành viên nhóm nhạc Seventeen
- 11 tháng 10: Công chúa Luisa-Maria của Bỉ, con gái của công chúa Astrid của Bỉ và đại công tước hoàng tử Lorenz của Österreich-Este
- 13 tháng 10: Jimin (Park Ji-min), ca sĩ, vũ công người Hàn Quốc, thành viên nhóm nhạc BTS
- 19 tháng 10: Nguyễn Huỳnh Kim Duyên, Hoa khôi Đại học Nam Cần Thơ 2016, Á hậu Hoàn vũ Việt Nam 2019, Á hậu Siêu quốc gia 2022
- 21 tháng 10: Doja Cat, nữ ca sĩ, rapper người Mỹ
- 26 tháng 10: Nakamoto Yuta, ca sĩ, vũ công người Nhật Bản, thành viên nhóm nhạc NCT
- 29 tháng 10: Jirayu La-ongmanee, ca sĩ, diễn viên người Thái Lan

### Tháng 11
- 3 tháng 11:
  - Ren (Choi Min-ki), ca sĩ người Hàn Quốc, thành viên nhóm nhạc NU'EST.
  - Kendall Jenner, người mẫu thời trang, nhân vật truyền hình Mỹ

- 4 tháng 11: Nguyễn Thu Hằng, nữ ca sĩ, dẫn chương trình người Việt Nam
- 6 tháng 11: André Silva, cầu thủ bóng đá người Bồ Đào Nha
- 12 tháng 11: MisThy (Lê Thy Ngọc), nữ YouTuber, streamer, diễn viên người Việt Nam
- 16 tháng 11: Trần Tuấn Lương, ca sĩ người Việt Nam
- 17 tháng 11: Đoàn Thu Thủy, Hoa hậu Thể thao Việt Nam 2022, Á hậu Toàn cầu 2023
- 30 tháng 11: Liz (Ngụy Thùy Linh), nữ ca sĩ người Việt Nam, thành viên nhóm nhạc nữ LipB

### Tháng 12
- 4 tháng 12: Nguyễn Thị Quỳnh Nga, Á khôi Sinh viên Việt Nam 2017, Á hậu Sắc đẹp Quốc tế 2024
- 7 tháng 12: Mie (Trương Tiểu My), nữ DJ người Việt Nam
- 6 tháng 12: Joy Gruttmann, nữ ca sĩ Đức.
- 8 tháng 12: Hoàng Yến Chibi (Nguyễn Hoàng Yến), nữ ca sĩ, diễn viên, người mẫu, dẫn chương trình người Việt Nam
- 9 tháng 12: Nguyễn Thị Hương Ly, Á hậu Miss Universe Vietnam 2023
- 11 tháng 12: Nguyễn Trần Huyền My, Á hậu Việt Nam 2014
- 12 tháng 12: Phạm Nguyên Ngọc, ca sĩ kiêm nhạc sĩ người Việt Nam
- 27 tháng 12:
  - Timothée Chalamet, diễn viên người Mỹ/Pháp
  - Lê Hoàng Phương, Hoa hậu Hòa bình Việt Nam 2023, Á hậu Hòa bình Quốc tế 2023
- 30 tháng 12: V (Kim Tae-hyung), ca sĩ, vũ công người Hàn Quốc, thành viên nhóm nhạc BTS.
- 30 tháng 12: Joshua Hong (Hong Ji-soo), ca sĩ, vũ công người Hàn Quốc, thành viên nhóm nhạc SEVENTEEN.

### Không rõ ngày, tháng
- Phan Ngân (Phan Ngọc Ngân), nữ ca sĩ người Việt Nam

## Mất

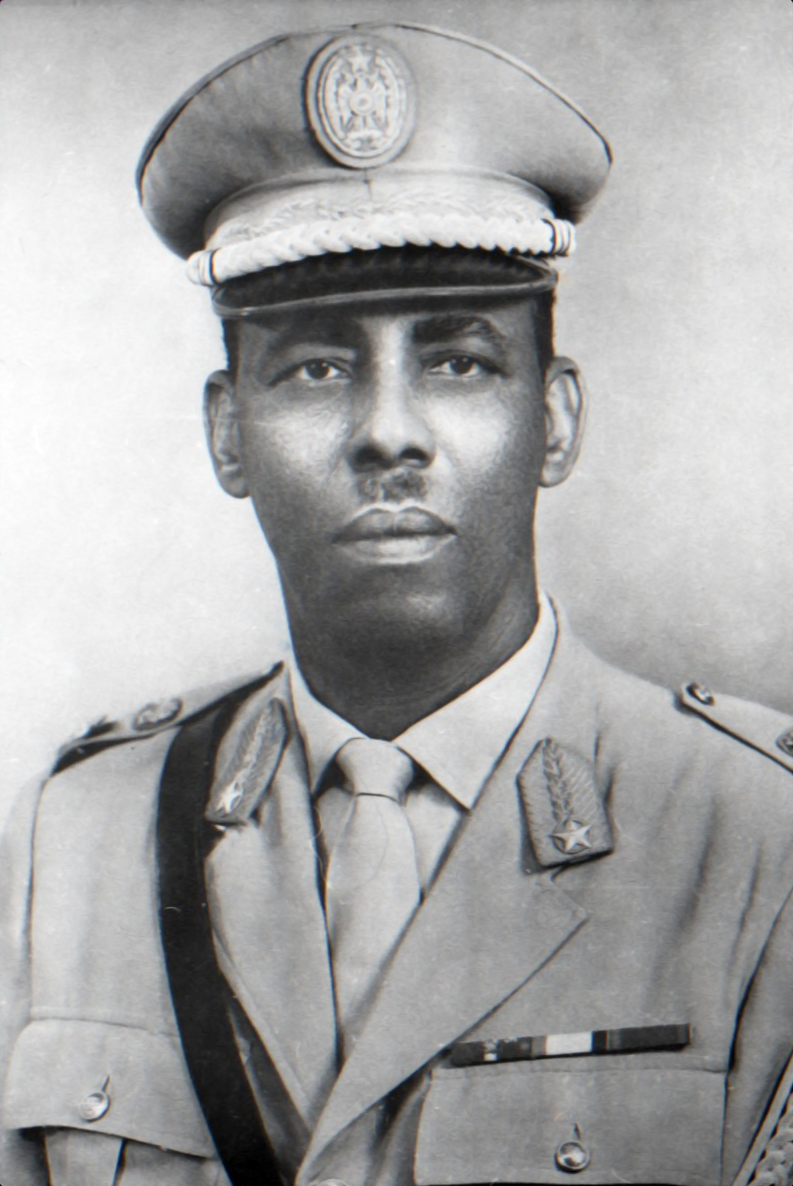
Siad Barre

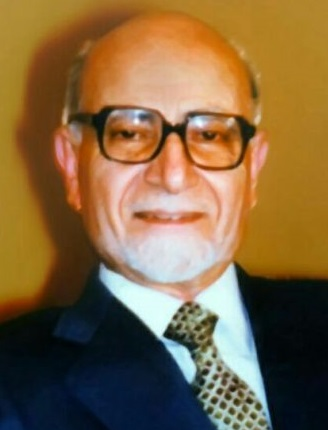
Mehdi Bazargan

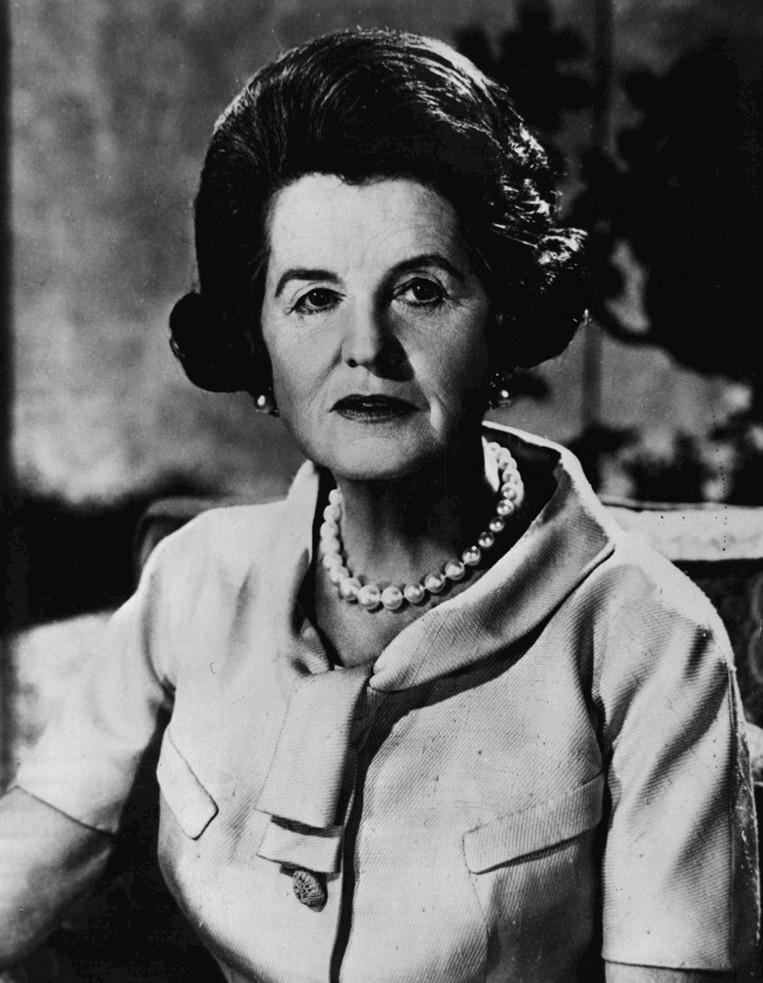
Rose Kennedy

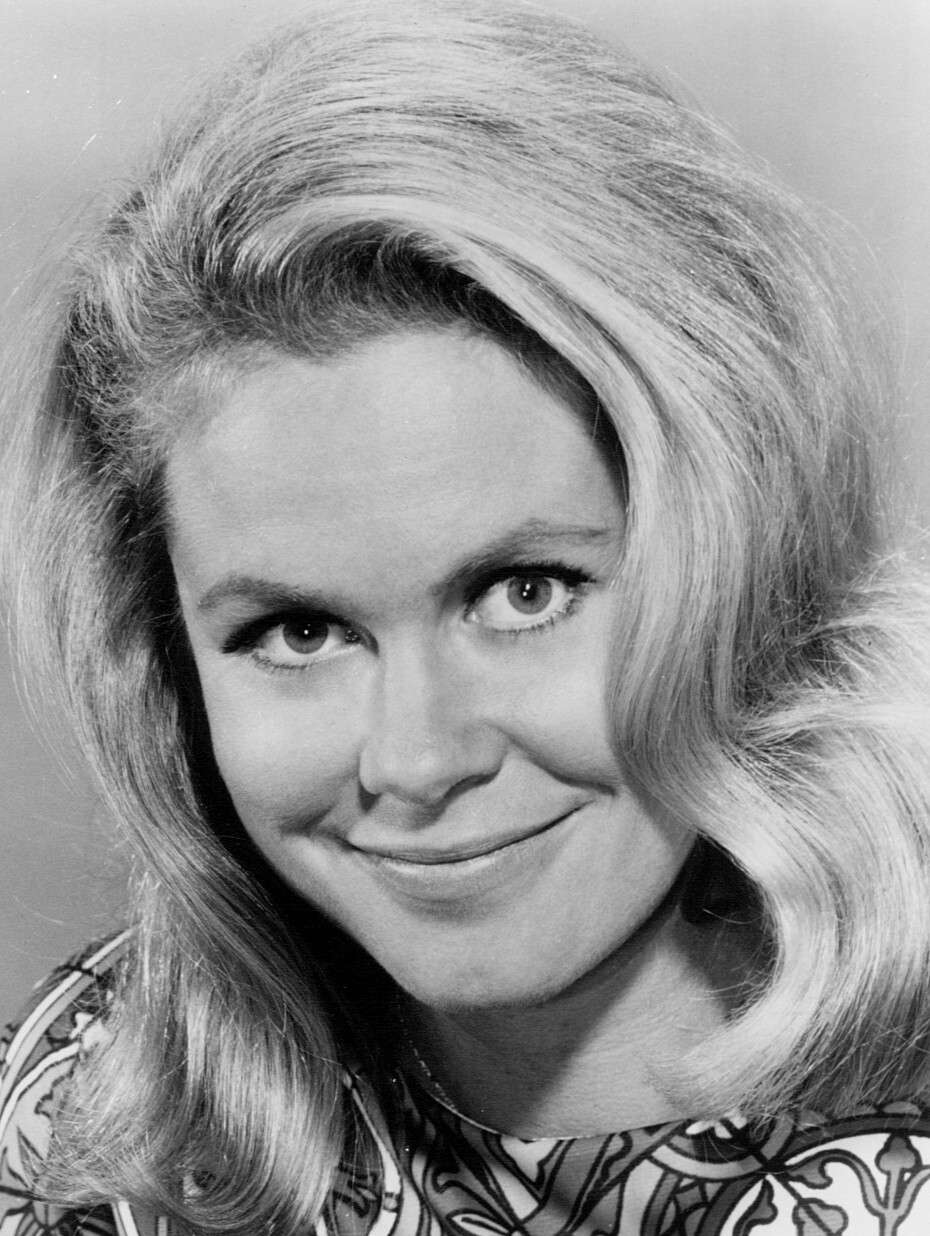
Elizabeth Montgomery

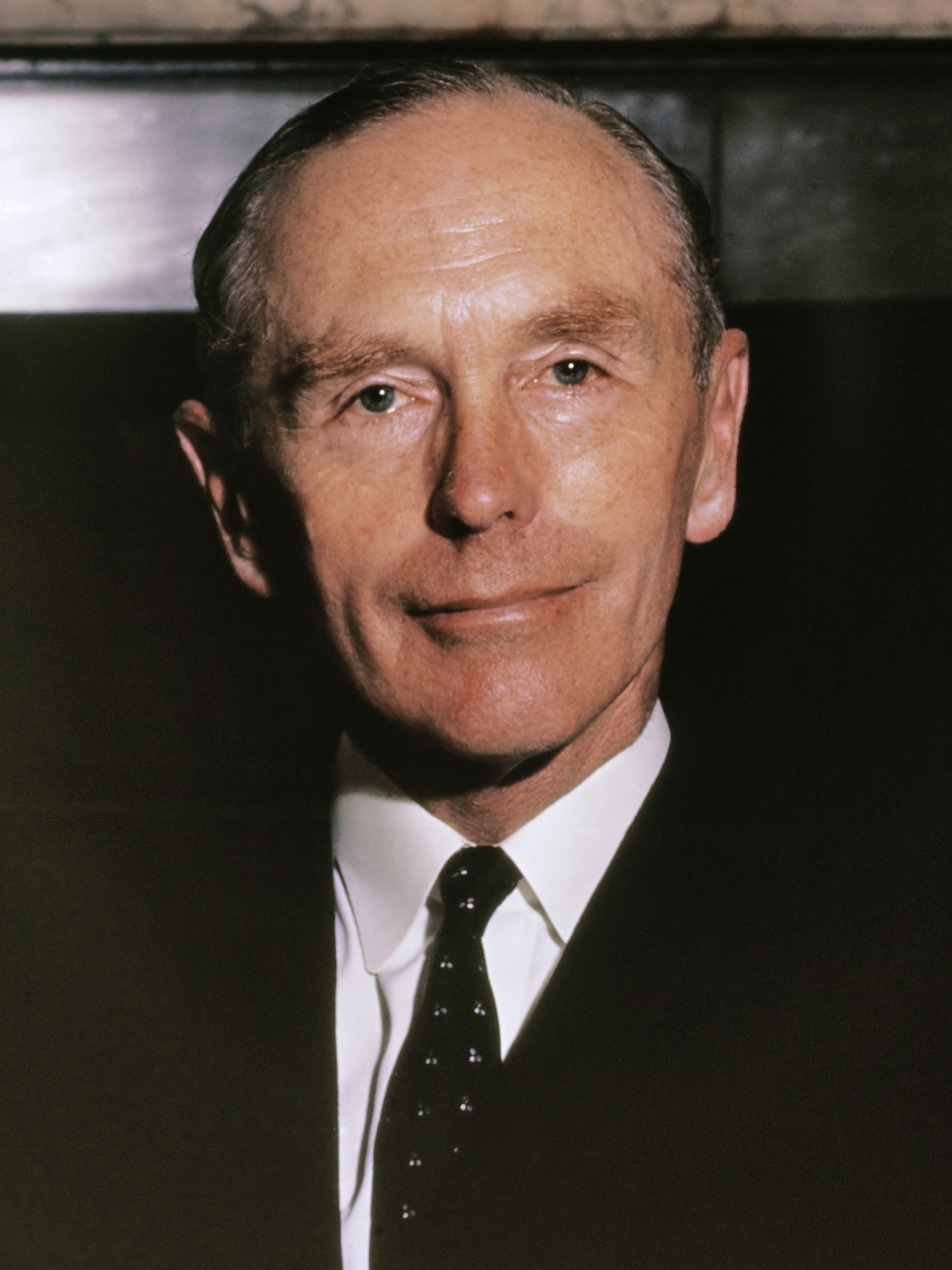
Alec Douglas-Home

Kukrit Pramoj

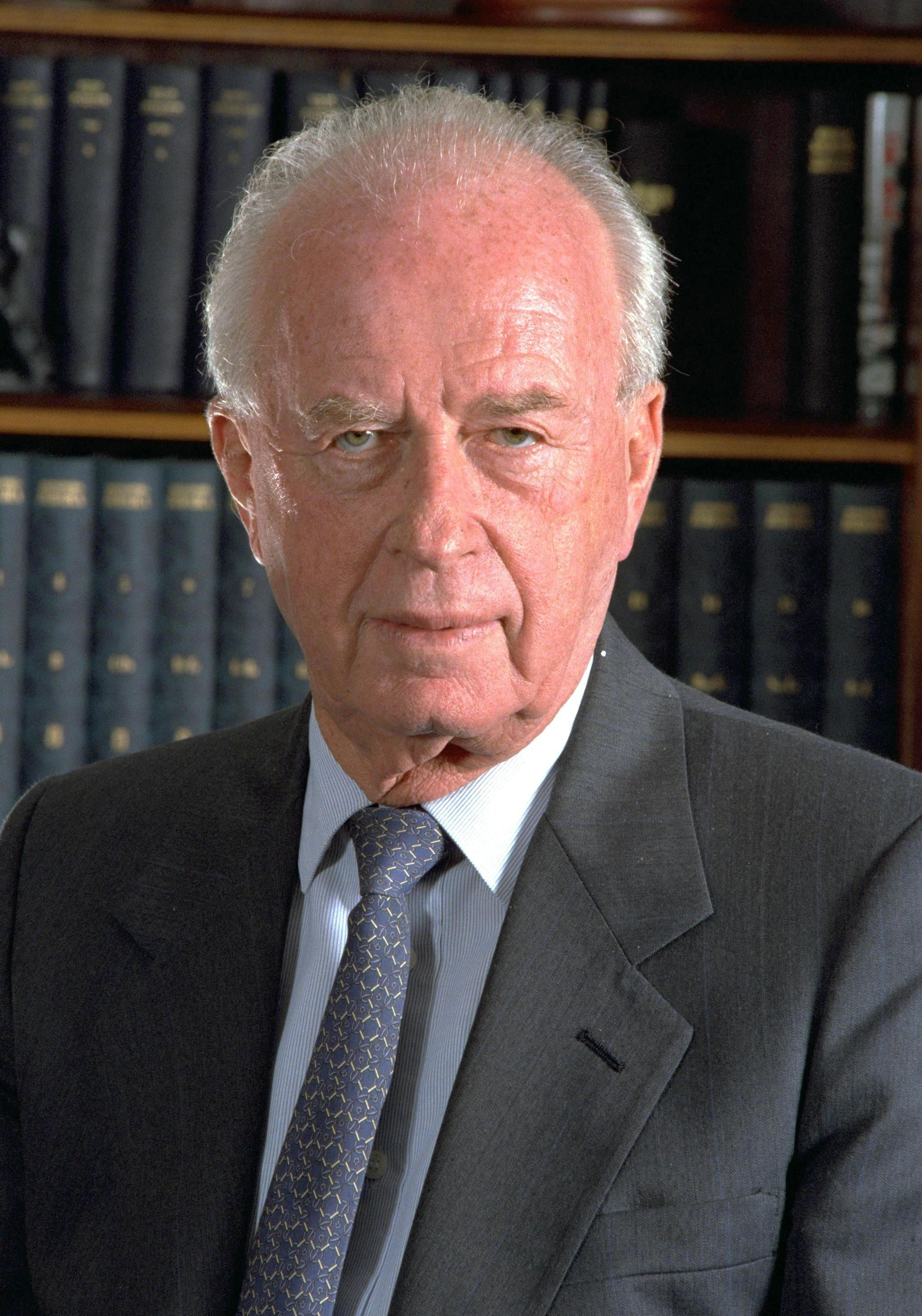
Jitzhak Rabin

- 1 tháng 1: H. E. Erwin Walther, nhà soạn nhạc Đức (s. 1920)
- 1 tháng 1: Eugene Paul Wigner, nhà vật lý học Mỹ, Giải thưởng Nobel (s. 1902)
- 2 tháng 1: Siad Barre, tổng thống (s. 1919)
- 4 tháng 1: Eduardo Mata, nhà soạn nhạc Mexico (s. 1942)
- 7 tháng 1: Harry Golombek, kỳ thủ Anh (s. 1911)
- 9 tháng 1: Gisela Mauermayer, nữ vận động viên điền kinh Đức (s. 1913)
- 11 tháng 1: Heiner Pudelko, ca sĩ nhạc rock Đức (s. 1948)
- 12 tháng 1: Hoàng Minh Giám,Bộ trưởng Bộ Ngoại giao Việt Nam(s.1904)
- 18 tháng 1: Adolf Butenandt, nhà hóa học Đức, nhận Giải thưởng Nobel (s. 1903)
- 18 tháng 1: Georg K. Glaser, nhà văn (s. 1910)
- 19 tháng 1: Hermann Henselmann, kiến trúc sư Đức (s. 1905)
- 20 tháng 1: Mehdī Bāzargān, chính khách Iran, thủ tướng 1979 (s. 1907)
- 22 tháng 1: Rose Kennedy, mẹ của John F. Kennedy (s. 1890)
- 25 tháng 1: Fritz Dorls, chính khách Đức (s. 1910)
- 27 tháng 1: Jean Tardieu, thi sĩ Pháp và nhà soạn kịch (s. 1903)
- 29 tháng 1: Đặng Lệ Quân, ca sĩ Trung Quốc (s. 1953)
- 30 tháng 1: Fritz Buri, mục sư và giáo sư về thần học (s. 1907)
- 31 tháng 1: George Abbott, tác giả kịch bản Mỹ, đạo diễn phim và diễn viên (s. 1887)
- 1 tháng 2: Karl Gruber, chính khách Áo và nhà ngoại giao (s. 1909)
- 4 tháng 2: Godfrey Brown, vận động viên điền kinh Anh, huy chương Thế Vận Hội (s. 1915)
- 5 tháng 2: Doug McClure, diễn viên Mỹ (s. 1935)
- 6 tháng 2: Mira Lobe, nhà văn nữ Áo (s. 1913)
- 7 tháng 2: Massimo Pallottino, nhà khảo cổ học Ý (s. 1909)
- 8 tháng 2: Joseph Maria Bochenski, triết gia Ba Lan (s. 1902)
- 9 tháng 2: James William Fulbright, chính khách Mỹ (s. 1905)
- 10 tháng 2: Heinrich Drerup, nhà khảo cổ học Đức (s. 1908)
- 12 tháng 2: Nat Holman, cầu thủ bóng rổ Mỹ, huấn luyện viên (s. 1896)
- 14 tháng 2: Ischa Meijer, nhà báo Hà Lan, nhà văn (s. 1943)
- 15 tháng 2: Rachid Baba Ali Ahmed, nhạc sĩ Algérie, nhà sản xuất nhạc
- 23 tháng 2: James Herriot, bác sĩ thú y Anh, nhà văn (s. 1916)
- 24 tháng 2: Hans Hessling, diễn viên Đức (s. 1903)
- 25 tháng 2: Rudolf Hausner, họa sĩ Áo (s. 1914)
- 26 tháng 2: Willie Johnson, nhạc sĩ blues Mỹ (s. 1913)
- 1 tháng 3: Georges J. F. Köhler, nhà sinh vật học Đức, Giải Nobel (s. 1946)
- 4 tháng 3: Kurt Ludwig, diễn viên Đức (s. 1924)
- 6 tháng 3: Barbara Lass, nữ diễn viên (s. 1940)
- 8 tháng 3: Stephan László, Giám mục Áo (s. 1913)
- 14 tháng 3: William Alfred Fowler, nhà vật lý học Mỹ (s. 1911)
- 16 tháng 3: Heinrich Sutermeister, nhà soạn nhạc Thụy Sĩ (s. 1910)
- 20 tháng 3: Werner Liebrich, cầu thủ bóng đá Đức, huấn luyện viên (s. 1927)
- 24 tháng 3: Joseph Needham, nhà hóa sinh Anh (s. 1900)
- 25 tháng 3: James Samuel Coleman, nhà xã hội học Mỹ (s. 1926)
- 25 tháng 3: Philip Stuart Milner-Barry, kiện tướng cờ vua Anh (s. 1906)
- 26 tháng 3: Eazy E, rapper Mỹ (s. 1964)
- 27 tháng 3: Albert Drach, luật gia Áo, nhà văn (s. 1902)
- 29 tháng 3: Antony Hamilton, diễn viên Anh (s. 1952)
- 31 tháng 3
  - Roberto Juarroz, nhà văn Argentina (s. 1925)
  - Selena Quintanilla-Pérez, ca sĩ Latino Mỹ (s. 1971)
- 2 tháng 5: Agnes Kraus, nữ diễn viên Đức (s. 1911)
- 11 tháng 5: David Avidan, nhà văn Israel (s. 1934)
- 12 tháng 5: Mia Martini, nữ ca sĩ Ý (s. 1947)
- 18 tháng 5: Gustav Lübbe, nhà xuất bản Đức (s. 1918)
- 18 tháng 5: Elizabeth Montgomery, nữ diễn viên Mỹ (s. 1933)
- 21 tháng 5: Les Aspin, chính khách Mỹ (s. 1938)
- 21 tháng 5: Agnelo Rossi, tổng Giám mục của São Paulo, Hồng y (s. 1913)
- 21 tháng 5: Annie M. G. Schmidt, nữ nhà văn Hà Lan (s. 1911)
- 21 tháng 5: Nora Minor, nữ diễn viên Áo (s. 1910)
- 24 tháng 5: Harold Wilson, chính khách Anh, thủ tướng (s. 1916)
- 24 tháng 5: Jürgen Horlemann, chính khách Đức, nhà xuất bản (s. 1941)
- 25 tháng 5: Krešimir Ćosić, cầu thủ bóng rổ Croatia (s. 1948)
- 25 tháng 5: Elie Bayol, tay đua xe Pháp (s. 1914)
- 26 tháng 5: Friz Freleng, họa sĩ biếm họa Mỹ, nhà sản xuất phim (s. 1905)
- 31 tháng 5: Pavel Šivic, nhà soạn nhạc Slovenia (s. 1908)
- 4 tháng 6: Alfred Beni, kỳ thủ Áo (s. 1923)
- 6 tháng 6: Heinz Lehmann, kỳ thủ Đức (s. 1921)
- 10 tháng 6: Bruno Lawrence, nhạc sĩ, diễn viên (s. 1941)
- 12 tháng 6: Arturo Benedetti Michelangeli, nghệ sĩ dương cầm Ý (s. 1920)
- 14 tháng 6: Els Aarne, nhà soạn nhạc Estonia (s. 1917)
- 14 tháng 6: Roger Zelazny, nhà văn Mỹ (s. 1937)
- 14 tháng 6: Rory Gallagher, người chơi đàn ghita Ireland (s. 1948)
- 18 tháng 6: Karl Atzenroth, chính khách Đức (s. 1895)
- 18 tháng 6: Robert Schlienz, cầu thủ bóng đá Đức (s. 1924)
- 20 tháng 6: Émile Michel Cioran, triết gia (s. 1911)
- 22 tháng 6: Yves Congar, Hồng y của Giáo hội Công giáo La Mã (s. 1904)
- 23 tháng 6: Jonas Salk, bác sĩ Mỹ, nhà nghiên cứu miễn dịch (s. 1914)
- 25 tháng 6: Ernest Walton, nhà vật lý học Ireland (s. 1903)
- 3 tháng 7: Georg Richter, vận động viên thể thao Đức (s. 1905)
- 3 tháng 7: Ricardo González, vận động viên quần vợt Mỹ (s. 1928)
- 8 tháng 7: Günter Bialas, nhà soạn nhạc Đức (s. 1907)
- 10 tháng 7: Văn Cao, nhạc sĩ, tác giả quốc ca Việt Nam (s. 1923).
- 13 tháng 7: Matti Pellonpää, diễn viên Phần Lan (s. 1951)
- 15 tháng 7: Robert Coffy, tổng Giám mục của Marseille, Hồng y (s. 1920)
- 17 tháng 7: Juan-Manuel Fangio tay đua xe Argentina (s. 1911)
- 17 tháng 7: Rainer Kunad, nhà soạn nhạc Đức (s. 1936)
- 18 tháng 7: Fabio Casartelli, tay đua xe đạp Ý (s. 1970)
- 20 tháng 7: Ernest Mandel, nhà kinh tế học, lý thuyết gia (s. 1923)
- 24 tháng 7: Charlie Rich, ca sĩ nhạc country Mỹ (s. 1932)
- 24 tháng 7: George Rodger, nhiếp ảnh gia (s. 1908)
- 25 tháng 7: Osvaldo Pugliese, nhạc sĩ Argentina (s. 1905)
- 26 tháng 7: Laurindo Almeida, nhạc sĩ jazz Brasil (s. 1917)
- 26 tháng 7: Heinrich Heesch, nhà toán học Đức (s. 1906)
- 26 tháng 7: Boy Lornsen, nhà điêu khắc Đức, nhà văn (s. 1922)
- 29 tháng 7: Leo Kofler, triết gia Đức (s. 1907)
- 1 tháng 8: Dương Thiệu Tước, nhạc sĩ tiền chiến Việt Nam (s. 1915)
- 5 tháng 8: Georg Buch, chính khách Đức (s. 1903)
- 8 tháng 8: František Nepil, nhà văn Séc (s. 1929)
- 11 tháng 8: Alonzo Church, nhà toán học Mỹ (s. 1903)
- 13 tháng 8: Mickey Mantle, cầu thủ bóng chày Mỹ (s. 1931)
- 15 tháng 8: Karel Píč, thi sĩ Séc (s. 1920)
- 17 tháng 8: Howard Koch, tác giả kịch bản Mỹ (s. 1902)
- 19 tháng 8: Pierre Schaeffer, nhà soạn nhạc Pháp (s. 1910)
- 21 tháng 8: Manfred Donike, nhà hóa học Đức (s. 1933)
- 25 tháng 8: John Brunner, nhà văn thể loại khoa học giả tưởng Anh (s. 1934)
- 28 tháng 8: Michael Ende, nhà văn Đức (s. 1929)
- 29 tháng 8: Thomas Strittmatter, tác giả Đức (s. 1961)
- 30 tháng 8: Fischer Black, nhà kinh tế học Mỹ (s. 1938)
- 30 tháng 8: Sterling Morrison, nhạc sĩ Anh, người chơi đàn ghita (s. 1942)
- 31 tháng 8: Horst Janssen, nghệ sĩ tạo hình Đức, tác giả (s. 1929)
- 2 tháng 9: Václav Neumann, nhạc trưởng Séc (s. 1920)
- 5 tháng 9 - Hoàng Thế Thiện, Thiếu tướng, Thứ trưởng Bộ Quốc phòng (Việt Nam), Vị tướng Chính ủy (s. 1922)
- 9 tháng 9: Reinhard Furrer, nhà du hành vũ trụ Đức, nhà vật lý học, phi công (s. 1940)
- 13 tháng 9: Fritz Bennewitz, đạo diễn sân khấu Đức (s. 1926)
- 15 tháng 9: Rien Poortvliet, họa sĩ Hà Lan (s. 1932)
- 17 tháng 9: Astrid Krebsbach, nữ vận động viên bóng bàn Đức (s. 1913)
- 18 tháng 9: Erwin Waldschütz, triết gia Áo (s. 1948)
- 18 tháng 9: Trúc Phương, nhạc sĩ Việt Nam (s.1933)
- 19 tháng 9: Rudolf Peierls, nhà vật lý học (s. 1907)
- 23 tháng 9: Albrecht Unsöld, nhà thiên văn học Đức, nhà vật lý học (s. 1905)
- 29 tháng 9: Gerd Bucerius, nhà xuất bản Đức, chính khách (s. 1906)
- 30 tháng 9: Theo Balden, nhà điêu khắc Đức (s. 1904)
- 5 tháng 10: Alec Douglas-Home, thủ tướng Anh (s. 1903)
- 7 tháng 10: Gerard Henri de Vaucouleurs, nhà thiên văn học (s. 1918)
- 9 tháng 10: Kukrit Pramoj, thủ tướng Thái Lan 1975/1976 (s. 1911)
- 13 tháng 10: Henry Roth, nhà văn Mỹ (s. 1906)
- 19 tháng 10: Don Cherry, nhạc sĩ nhạc jazz (s. 1936)
- 21 tháng 10: Hans Helfritz, nhà soạn nhạc Đức, nhà văn (s. 1902)
- 25 tháng 10: Bernhard Heiliger, nhà điêu khắc Đức (s. 1915)
- 25 tháng 10: Robert Riggs, vận động viên quần vợt Mỹ (s. 1918)
- 28 tháng 10: Gisela Schlüter, nữ diễn viên (s. 1919)
- 3 tháng 11: Mario Revollo Bravo, tổng Giám mục của Bogotá, Hồng y (s. 1919)
- 3 tháng 11: Otto Rösch, chính khách Áo, luật gia (s. 1917)
- 4 tháng 11: Jitzhak Rabin, thủ tướng Israel, chính khách, người nhận Giải Nobel về hòa bình (s. 1922)
- 4 tháng 11: Gilles Deleuze, triết gia Pháp (s. 1925)
- 5 tháng 11: Ernest Gellner, nhà nhân loại học, nhà xã hội học, triết gia (s. 1925)
- 22 tháng 11: Elinborg Lützen, nữ nghệ sĩ tạo hình (s. 1919)
- 23 tháng 11: Louis Malle, đạo diễn phim Pháp (s. 1932)
- 24 tháng 11: Dominic Ignatius Ekandem, Hồng y (s. 1917)
- 28 tháng 11: Lydia Roppolt, nữ họa sĩ Áo (s. 1922)
- 5 tháng 12: Reiner Bredemeyer, nhà soạn nhạc Đức (s. 1929)
- 12 tháng 12: Herbert Schneider, chính khách Đức (s. 1915)
- 22 tháng 12: James Edward Meade, nhà kinh tế học Anh (s. 1907)
- 25 tháng 12: Ferdinand Eckhardt, sử gia về nghệ thuật Canada (s. 1902)
- 25 tháng 12: Emmanuel Levinas, triết gia Pháp (s. 1906)
- 25 tháng 12: Marijan Lipovšek, nhà soạn nhạc Slovenia (s. 1910)
- 29 tháng 12: Nello Celio, chính khách Thụy Sĩ (s. 1914)
- 29 tháng 12: Richard Langeheine, chính khách Đức (s. 1900)
- 29 tháng 12: Wolfgang Pietzsch, kỳ thủ Đức (s. 1930)
- 29 tháng 12: Shura Cherkassky, nghệ sĩ dương cầm (s. 1911)
- 30 tháng 12: Heiner Müller, nhà soạn kịch Đức, nhà văn, đạo diễn phim (s. 1929)
- 31 tháng 12: Wilfried Joest, nhà thần học Đức, giáo sư (s. 1914)
- 31 tháng 12: Fritz Eckhardt, diễn viên Áo, tác giả, đạo diễn phim (s. 1907)

## Giải thưởng Nobel
- Hóa học - Paul J. Crutzen, Mario J. Molina, F. Sherwood Rowland
- Văn học - Seamus Heaney
- Hòa bình - Carlos Felipe Ximenes Belo và José Ramos Horta
- Vật lý - Martin L. Perl, Frederick Reines
- Y học - Edward B. Lewis, Christiane Nüsslein-Volhard, Eric F. Wieschaus
- Kinh tế - Robert Lucas, Jr.